# Palatium (Bremen)

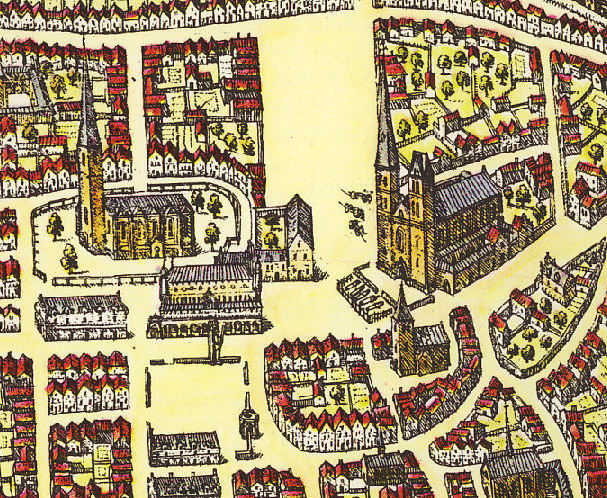
Ausschnitt aus einer Karte von Hogenberg und Braun, entstanden zwischen 1572 und 1618. Das Palatium ist hier zwischen Liebfrauenkirche, Rathaus und Dom zu erkennen

Das Palatium (lat. ‚Gewölbe‘) in Bremen war ein Bauwerk der Backsteingotik, das im 13. Jahrhundert als Sitz der Bremer Erzbischöfe errichtet worden war. Es stand bis 1816 nordwestlich des Doms zwischen Domshof und Liebfrauenkirche, dort wo sich heute das Neue Rathaus befindet.

## Die St.-Maria-Magdalena-Kapelle
Auf einem Teil des Grundstücks, auf dem das Palatium errichtet wurde, stand wohl bereits vorher eine Kapelle zu Ehren der Heiligen Maria Magdalena, die dann als Hofkapelle in den Palast einbezogen wurde. Die erste urkundliche Erwähnung der capella sancte Marie Magdalene juxta pallatium domini archiepiscopi in civitae Bremensi (‚St.-Maria-Magdalena-Kapelle neben dem Palatium in der Stadt Bremen‘) stammt aus dem Jahr 1314, also kurz nach der Errichtung des Palatiums. Zu dessen übrigen Teilen stand sie jedoch schiefwinklig. Ihre Westwand stand auf dem Fundament der Mitte des 11. Jahrhunderts errichteten und dann unvollendet wieder abgerissenen Mauer um die Domburg.

## Das Palatium

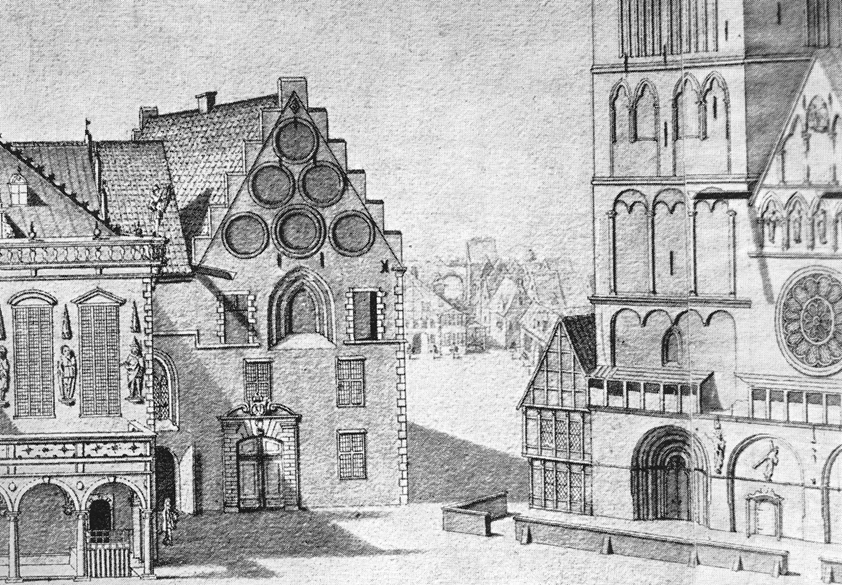
Südgiebel des Palatiums zwischen Rathaus und Dom um 1695

Das Palatium als Residenz der Bremer Bischöfe wurde als Ersatz für die erzbischöfliche Burg errichtet, die 1293 unter Erzbischof Giselbert bei einem Aufruhr abgebrannt war. Giselbert kaufe daraufhin für 650 Mark ein Grundstück zwischen der Liebfrauenkirche und dem Dom und ließ hier einen zweistöckigen gotischen Backsteinbau mit U-förmigen Grundriss errichten.

### Gebäude

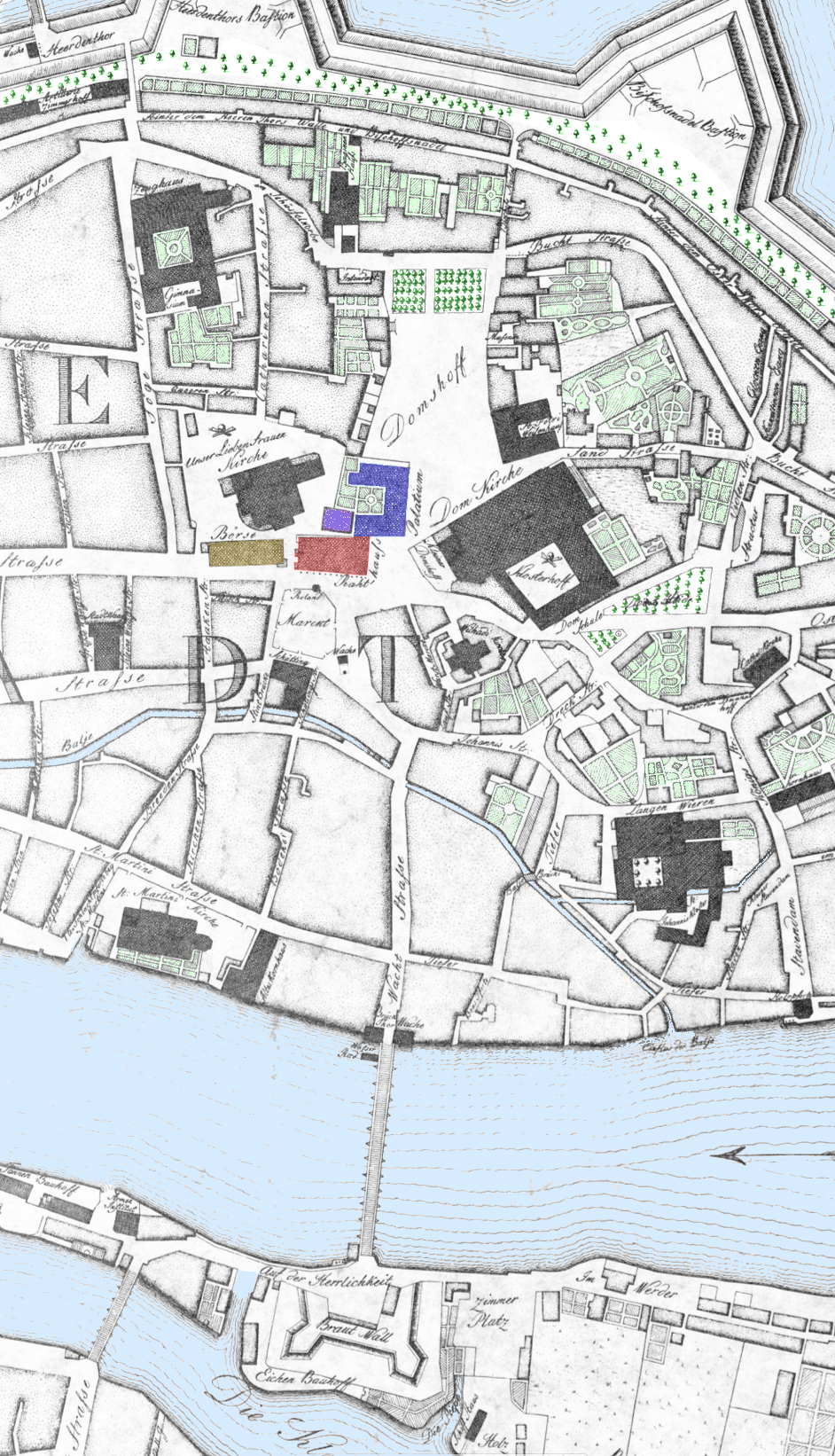
Stadtplan 1796, farbig aufbereitet:
• blau = Palatium
• lila = „Kleines Palatium“
• rot = Rathaus
• ocker = Börse

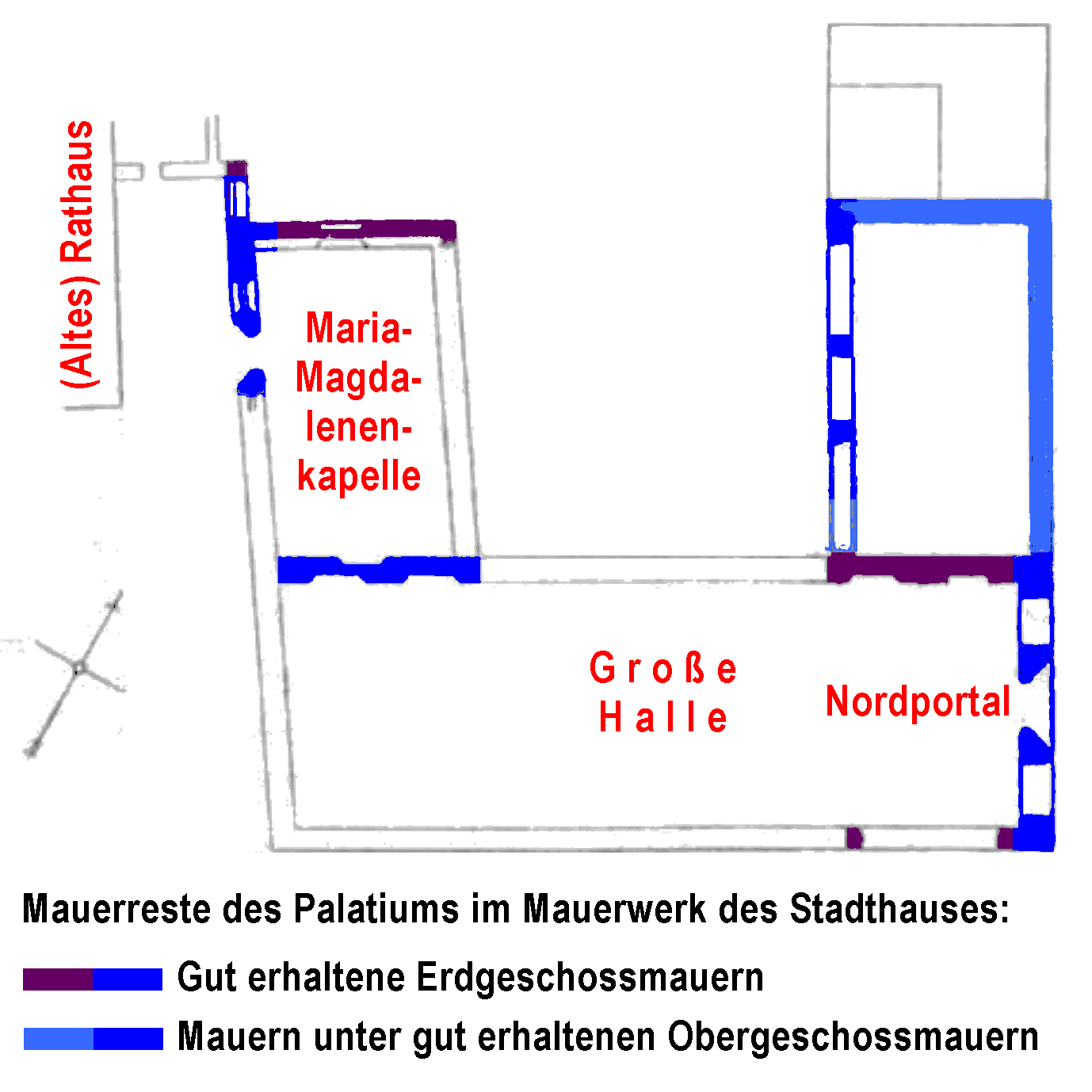
Mauerabschnitte des Palatiums im Erdgeschoss des 1909 abgerissenen Stadthauses

Der Haupttrakt war 39,10 Meter lang und 14,60 Meter breit. Er trug ein Satteldach. Die östliche Traufseite zeigte zum Domshof. An der Westseite schlossen sich zwei Querflügel mit etwas niedrigeren Firsthöhen an. In den 16,90 m langen südlichen Flügel war die schon vorher bestehende Maria-Magdalena-Kapelle integriert. Der Nordflügel hatte eine Länge von 14,60 Meter und beherbergte Stallungen. Eingefasst zwischen den drei Gebäudeteilen befand sich ein Garten.
Beide Stirnseiten des Haupttraktes waren als Staffelgiebel gestaltet. Das Giebelfeld des südlichen war mit sechs kreisrunden Blendnischen verziert, die in der Abfolge drei – zwei – eins das Dreieck vollständig ausfüllten. Die Giebel der Querflügel waren schlicht. Am nördlichen gab es eine Seilwinde für den Speicher.

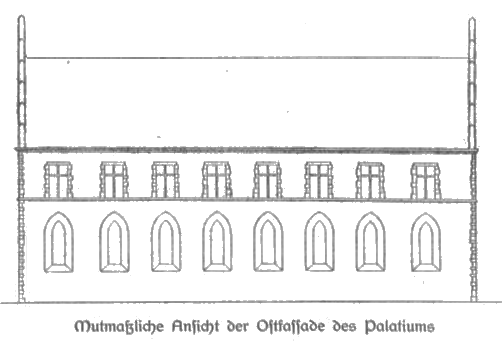
Ostfassade nach Ernst Ehrhardt

Die Hauptzugänge zum Palatium bildeten zwei spitzbogige Portale an den Giebelseiten des Haupttraktes, dessen gesamtes Erdgeschoss ursprünglich von einer großen Halle eingenommen wurde. Die Portale mit einer Breite von 4,70 Metern und eine Höhe von 5,20 Metern wiesen eine tiefe Laibung auf. Zu beiden Seiten der Portale befanden sich je zwei schmale, darüber je ein breites Spitzbogenfenster.
An der Längsseite befanden sich zwei Reihen à je acht Fenster, im Erdgeschoss mit Spitzbogenform wie an den beiden Giebelseiten, im Obergeschoss mit rechteckiger Grundform. Die obere Fensterreihe war dabei mit Sandstein eingefasst und durch steinerne Fensterkreuze gegliedert. Die Fenstersimse waren darüber hinaus zu einem die gesamte Ostfassade entlanglaufenden Sandsteinband miteinander verbunden.
Reste eines Treppenhauses wurden beim Abriss des Nachfolgerbaus nicht gefunden. Darum wird angenommen, dass die oberen Räumlichkeiten durch in Anbauten befindliche Wendeltreppen zu erreichen gewesen waren.
In der späteren Funktion des Gebäudes als Sitz eines schwedischen Statthalters war der südliche Teil des Ostflügels durch Einzug einer Zwischendecke dreigeschossig und im Stil des Frühbarock umgestaltet worden.

### Nutzung

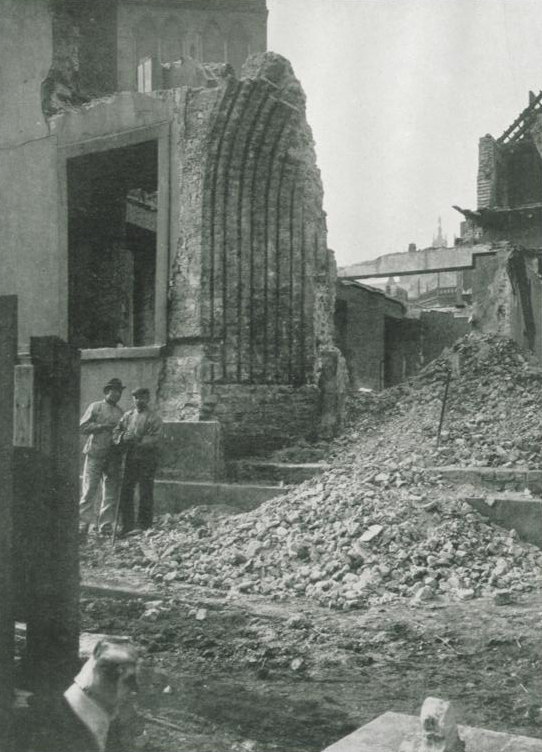
In der Nordwand des Stadthauses verborgen: der Haupteingang der großen Halle des Palatiums

Als die Bremer Erzbischöfe ab Mitte des 14. Jahrhunderts wegen der zunehmenden Spannungen mit den Bürgern und dem Bremer Rat überwiegend in ihrer Burg in Bremervörde residierten, wurde das Palatium als Amtssitz des erzbischöflichen Stadtvogts genutzt. In der Folge wurde auch die Maria-Magdalena-Kapelle profaniert und zu anderen Zwecken genutzt.
Mit dem westfälischen Frieden und der Säkularisation des Erzstiftes Bremen kam das Gebäude 1648 in schwedischen Besitz, so wie alle ehemals erzbischöflichen Grundstücke in der Stadt, und wurde zur Statthalterei ausgebaut. Dabei wurde die südliche Vorhalle und der Nordflügel durch Einziehen einer Balkendecke dreistöckig. Das südliche Portal zum Marktplatz hin erhielt eine barocke Sandsteineinfassung über der das schwedische Wappen angebracht war.
1720 fiel das Palatium an das Kurfürstentum Hannover. Während des Siebenjährigen Krieges diente es dem vertriebenen Landgrafen Wilhelm VIII. von Hessen-Kassel als Residenz. Ab 1790 bis zu seinem Tode 1796 lebte Adolph Freiherr Knigge als hannoverscher Oberhauptmann hier.
1803 wurden das Palatium und die anderen hannoverschen Besitzungen in der Stadt im Zuge des Reichsdeputationshauptschlusses wieder bremisch.
Während der französischen Annexion 1811 bis 1814 diente das Gebäude als Mairie – als Verwaltungssitz des Stadtgebiets. 1818/1819 wurde es großenteils abgerissen und an seiner Stelle unter Leitung des bremischen Deichkondukteurs und späteren Stadtbaudirektors Nicolaus Blohm das Stadthaus errichtet. Dabei blieben einige Teile des Altbaus als Fundamente und – verborgen – in einigen Wänden mehrerer Geschosse des Neubaus erhalten, bis dieser 1909 ebenfalls abgerissen wurde, um dem Neuen Rathaus zu weichen.

## Das „Kleine Palatium“

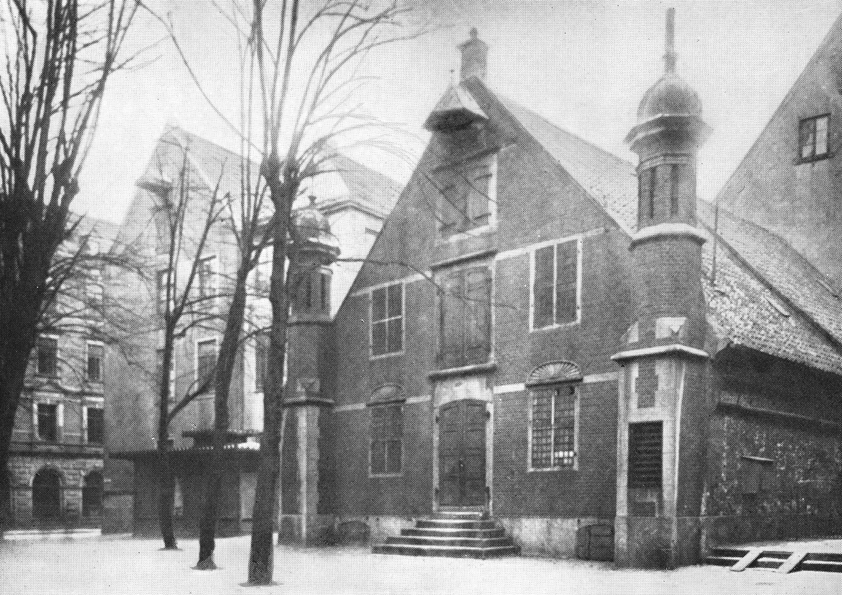
Das „Kleine Palatium“ am Schoppensteel (vor dem Abriss 1909)

1580 war in der Achse des Südflügels des Palatiums ein Bau errichtet worden, der als „Kleines Palatium“ bezeichnet wurde, er diente vermutlich zur Einlagerung der Naturalabgaben, die die steuerpflichtigen Bauern dem Erzbischof liefern mussten.
Das „Kleine Palatium“ war 16,60 Meter lang und 13,40 Meter breit, hatte nur ein Hauptgeschoss, jedoch zwei Dachböden und einen Keller. Eine Freitreppe führte zum mittig in der westlichen Giebelfront platzierten Portal an der Straße Schoppensteel. Darüber befanden sich zwei Pforten über die mittels eines Seilzuges Lagergut auf die Dachböden gebracht werden konnten. Die beiden Türmchen mit welscher Haube waren verbrämte Kamine.
Das Gebäude hatte bis 1909 Bestand, als es zusammen mit dem Stadthaus abgerissen wurde, um dem Neuen Rathaus Platz zu machen.